# Tasley, Virginia
Tasley är en ort i Accomack County i delstaten Virginia, USA.